# Šulgin
Šulgin je priimek več oseb:
- Aleksander Theodore Šulgin, rusko-ameriški farmacevt
- Boris Vasiljevič Šulgin, sovjetski general